# Setge de Puigcerdà (1654)
El Setge de Puigcerdà fou una maniobra de l'exèrcit francès que posà setge a Puigcerdà el 13 d'octubre de 1654.

## Antecedents
Acabat el conflicte de la Fronda, el general francès Philippe de La Mothe-Houdancourt amb els catalans liderats per Josep Margarit i de Biure, un total de catorze mil homes i quatre mil cavalls entrava per el Pertús. Jacques de Rougé de Plessis-Belliére prenent Castelló d'Empúries i Figueres, i el 12 de juliol es posava setge a Girona, que fou aixecat per Joan Josep d'Àustria, que recuperà tot l'Empordà tret de Roses.
Armand de Contí va dirigir una nova ofensiva en 1654 en la que recuperà l'Empordà tret de Castelló d'Empúries i el Conflent.

## El setge
La plaça capitulà, finalment el 21 d'octubre del mateix any. Durant el setge, la ciutat de Girona armà una companyia per socórrer Puigcerdà. Barcelona també alçà un terç de 500 homes, amb el mestre de camp Josep Galceran de Pinós i de Perapertusa, per anar en socors de la vila. Un cop ocuparen Puigcerdà, els francesos es dirigiren a Vic. L'exèrcit francès estava format per:
- Els regiments d'infanteria d'Aubeterre, Xampanya, Normandia, i d'altres
- El regiment de cavalleria del duc de Candale
- Sis companyies de gendarmes
- Els miquelets de França

La guarnició de la plaça, formada per un total de 1.200 soldats, més oficials reformats, i 900 milicians de Puigcerdà, era comandada per Pedro de Valenzuela, i repartida en les unitats següents:
- Companyia de cavalls d'Alfonso de Villars
- Tomàs de Banyoles terç espanyol (català?)
- Regiment irlandès de Ghirardin, que es passà als francesos en la rendició
- Regiment alemany de Quarenna
- Regiment napolità de Lutani
- Milícies de la conca de Tremp

## Conseqüències
Després de Puigcerdà, caigueren Camprodon, Ripoll, Olot i Berga, i la vila de Castelló fou assetjada de nou en 1655 pels francesos.